# Binnendeutsche Konsonantenschwächung
Die binnendeutsche Konsonantenschwächung bezeichnet in der Dialektologie die in den hochdeutschen Mundarten weit verbreitete Lenisierung der Konsonanten.

## Charakteristika
In der am stärksten ausgeprägten Form der binnenhochdeutschen Konsonantenschwächung werden sämtliche Fortes durch die entsprechenden Lenes ersetzt. Dadurch fallen Wörter wie leider und Leiter, reisen und reißen oder geil und Keil lautlich zusammen, soweit sie sich nicht in der Aussprache ihrer Vokale unterscheiden. Bei bereits stimmhaften Lauten ist intervokalisch in mitteldeutschen Dialekten eine weitere Abschwächung zu einem (stimmhaften) Zisch- oder Reibelaut bis zur vollständigen Elision möglich z. B. Mittelhessisch /bɾɔuɾɐ/ (Bruder) /zaːʁə/~/zaːˑ/ (sagen). Je nach Dialekt finden diese Lenisierungen aber in verschieden starkem Maß statt. So ist beispielsweise in den oberaargauischen Varietäten des Berndeutschen die binnendeutsche Konsonantenschwächung nur im Wortanlaut zu finden, während sie im zentralen und südlichen Berndeutsch nicht auftritt; im Schwäbischen wird K im Anlaut vor Vokalen nicht lenisiert, aber in allen übrigen Positionen.

## Verbreitung
Die binnendeutsche Konsonantenschwächung tritt besonders stark in ostmitteldeutschen Varietäten auf. Sie ist jedoch weit über das gesamte hochdeutsche Sprachgebiet verbreitet, so dass nur die Dialekte am Rande des hochdeutschen Sprachgebiets nicht von ihr berührt sind. Im Südwesten reicht die binnendeutsche Konsonantenschwächung bis ins Hochalemannische, im Südosten geht sie in das Gebiet der mittelbairischen Quantitätsverhältnisse über, wo andere Ausgleichsprozesse zwischen Fortes und Lenes stattgefunden haben.
In der standarddeutschen Aussprache tritt keine binnendeutsche Konsonantenschwächung auf. Dies war jedoch nicht immer so, denn in der im 17. und 18. Jahrhundert als vorbildlich geltenden Meißener Aussprache trat sie auf.